# Hari Péter
Hari Péter, betleni (Nagy-Ida, 1762 — Huszt, 1828. január 1.) magyar pedagógus, iskolaigazgató, református egyházi író.

## Életútja
1770-ben a kolozsvári kollégiumban tanult nagy szegénységben, mert szüleinek nem tellett a taníttatására. «Míg kisebb voltam (írja jegyzeteiben), mégis csak valahogy tápláltak, de nagy koromban oly sanyarún tanultam, hogy néhány esztendőkig... főtt ételt sem kóstoltam.» ... Tanítói között hálával említi Pataki Sámuelt, aki a régi görög irodalom ismeretébe vezette be. 1784-ig Kolozsvárt a költészetet tanította; innen Máramarosszigetre ment tanítónak (conrector), 1787-ben igazgató-tanárnak választották meg. Ő azonban képzettségét nem tekintette befejezettnek és 1788. július 10-én külföldi egyetemekre indult. Pesten időzve ismeretségbe került Ráday Gedeon és Teleki József grófokkal; Teleki a külföldi útra pénzsegélyt is adott neki s e mellett mindketten Wartensleben Vilmos gróf rokonuk fiai mellé ajánlották nevelőnek. Ezen ifjakkal jutott el Bécsbe s innen a külföldre, nevezetesen Göttingenbe s Belgiumba.
Máramarosszigeten 1792 augusztusában újra elfoglalta igazgató-tanári állását. Az egész iskolát átszervezte saját alapeszméje jegyében, mely szerint az emberi nevelés végcéljának a humanitást tekintette. Hari rendszerének volt is sikere, mert az iskola felvirágzott és már 1802-ben anyagilag is gyarapodott. 1818-ban «az esztendők súlya alatt megnehezedett tagjainak pihenést akarván szerezni», tanári hivataláról lemondott. Máramaros megye táblabírósága hivatallal tisztelte meg, és Hari így számvevőséget vállalt, melyet 1828. január 1-én bekövetkezett haláláig töltött be.
Verseket írt a bécsi Magyar Múzsába (1787., 1789.) és egy latin ódát Csomos Mihály tiszteletére.

## Munkái
- Edgy, a Teremtöhez fel-emelkedett elmének szabad gondolkodásai. Az az: ollyan egynéhány levelek és elmélkedések, Mellyekben a Teremtőnek nagysága, és a jozan Okosságnak némelly fontos igazságai; nevezetesen az embernek halhatatlanságáról és Bóldogságának fundamentomairól; természeti erőss okokból, sok szivre ható, Erköltsöket formáló s hasznosan gyönyörködtető gondolatokkal elé-adatnak. Bécs, 1789. (Úrnőjének, Wartensleben grófnőnek ajánlotta, aki ezer darab császári arannyal ajándékozta meg.) Online
- Erkölcsi és mezei három énekek, melyeket mintegy próba gyanánt kiadott és barátainak szenteltetteknek lenni akart. Bécs, 1789. (2. kiadás. Marosvásárhely, 1794.)
- A szigethi h. vallástételt tartók fő-oskolájának tanitásbéli systemája. A tanuló s tanító ifjúság könnyebbítésére s vezéreltetésére kiadta. Kolozsvár, 1802.
- Levele: Szigeth, 1807. október 16. Tóth Ferenczhez (ennek Analectái közt) és latin Oratioja (a Magyar Nemzeti Múzeum kézirattárában).